# Cryptyma cocona
Cryptyma cocona är en mångfotingart som beskrevs av Shear 1973. Cryptyma cocona ingår i släktet Cryptyma och familjen fingerdubbelfotingar. Inga underarter finns listade i Catalogue of Life.